# 成蘆大橋
成蘆大橋簡稱成蘆橋，是新北市境內跨越二重疏洪道、連結蘆洲區與五股區成子寮的橋梁。

## 基本資料
此橋總長度約1,100（3,609英尺），其中860（2,822英尺）寬22（72英尺），設有雙向2汽車道、1機車道，五股側240（787英尺）為18（59英尺）雙向2汽車道。民國111年（2022年）年拓寬工程完成後整座橋寬度統一為22（72英尺），雙向2汽車道、1機車道。
此橋竣工於民國91年（2002年）7月，最初由交通部公路總局施工維護，臺北縣升格後才改由新北市政府養護工程處管理。

## 橋梁結構
民國101年（2012年）此橋竣工10年時，橋面被民眾發現出現5－7公分裂縫，從橋墩處橫跨至對向車道。新北市議員李余典質疑橋齡不長、恐怕興建時即偷工減料，養護工程處橋樑隧道維護科科長何文吉則表示早期施作保護層不足、混凝土厚度較薄，使用久後鋼筋鏽蝕遂使接合處產生裂縫，並無立即性危險，也已排定修復時程。

## 交通地位及問題
此橋位於市道103號上，跨越二重疏洪道，兩端連接蘆洲區三民路與五股區成仔寮成泰路。又臺北捷運蘆洲站設置於三民路上，成泰路連接五股和八里、可通往台64線、台65線、中山高速公路，故為連絡三地之主要幹道，有許多公車路線行經，也因車流量大經常塞車，五股側長期需要警方指揮交通。
此橋之原始設計獨惠汽車，第一次完工時主橋專供汽車通行，第二次施工才在蘆洲側加入汽機車匝道（汽車可行、機車必走），施工期間並開放機車從主幹道三民路上下橋。但由於匝道遠離三民路、需要繞遠路上下橋，匝道完工後多數機車仍由三民路直接上橋，遂容易在匝道匯流處產生碰撞；五股往蘆洲方向則更加複雜，下橋前的匝道分成汽車、機車專屬兩個小匝道，也容易讓機車誤闖、發生擦撞，故立委林淑芬、臺北縣議員王棋於民國95年（2006年）10月時邀集交通部公路總局、縣府交通局會勘，會勘後公路總局同意將蘆洲端下橋兩個小匝道間的分隔島加高加寬加長，以方便機車騎士辨別，也增設機車專用道指示標誌。
民國105年（2016年）3月時，此橋五股側周邊路標將往中山高速公路、台64線的車流都引導至橋下單線道洲後路，造成長期塞車，因此地方民代建議交通局更改路標，往中山高的車流仍走洲後路，往台64線的車潮則過成蘆橋，從蘆洲環堤大道上台64線。交通局允諾在1個月內完成評估、分流。
此橋五股側下橋匯入往八里方向的成泰路，機車往五股方向需要迴轉，與直行車輛交織常造成事故。民國106年（2017年）3月時新北市議員陳明義邀集五股區公所、交通局、警方和當地里長前往會勘。成德里長陳次芬表示下橋處有兩線車道，往五股方向之機車待轉區較小，使機車被迫卡在汽車車陣間，認為加大待轉區可解決問題；陳明義則建議拆除Y字形人行天橋「成德陸橋」中央落墩處公園，以便拓路、增加駕駛視野，讓機車從直角左轉變成導向左轉。新北市政府養護工程處回應拆除此公園會使陸橋也須拆除，若將陸橋向前移至公車彎道處，則需耗費約1500萬元經費，也需解決陸橋落點的私人用地問題。
又此橋五股側未設置機車匝道、下橋時機車道縮減，造成塞車、汽機車混雜搶道、追撞事故等狀況，里長陳次芬數次向新北市政府陳情新建匝道無效。民國107年（2018年）5月時市議員李翁月娥召集相關單位會勘，建議新建匝道在右側的學校用地內，或者直接銜接橋下的環狀道路，交通局表示會與養護工程處討論，並於一個月後提出評估報告，但亦因無法向教育局取得用地、整合在地民眾對陸橋、公車站牌的不同意見而無成效。民國109年（2020年）3月時市議員陳明義與交通局、新建工程處、養護工程處、立委洪孟楷辦公室、議員李翁月娥辦公室、里長等前往會勘，最後決定拓寬機車道，讓整座橋都保持2汽車道、1機車道以避免車禍。市府於民國110年（2021年）底獲得內政部營建署補助4200萬元，自籌1800萬元後，預計於民國111年（2022年）1月先部分拆除成德陸橋，4月主工程動工並在州後路旁公園開闢便道，待完工後再將陸橋恢復。

## 橋下設施
- 五股濕地（包含疏洪生態公園、荒野保護協會五股溼地教育中心[15][16]）：民國101－102年（2012－2013年）左右，臺灣流行以LED燈、投射燈為橋梁進行光雕，新北市政府工務局也為32座橋梁設計光雕，輪到成蘆橋後為保護濕地生態而放棄製作，其他舊橋也不再進行[17]。
- 蘆堤音樂廣場：得名自蘆洲在地的蘆堤樂團，該樂團原無適合地點可供表演，後來經新北市議員李翁月娥向高灘地工程管理處爭取而於民國101年（2012年）設置音樂廣場，現場有六個營帳以擋風收音，也有石椅跟照明燈供聽眾使用。[18]
- 微風運河[17]
- 自行車租借站：位於蘆洲側橋下[19]
- 新北市自行車道[20]
- 網球場、籃球場、足球場等體育設施[6]

## 圖片集

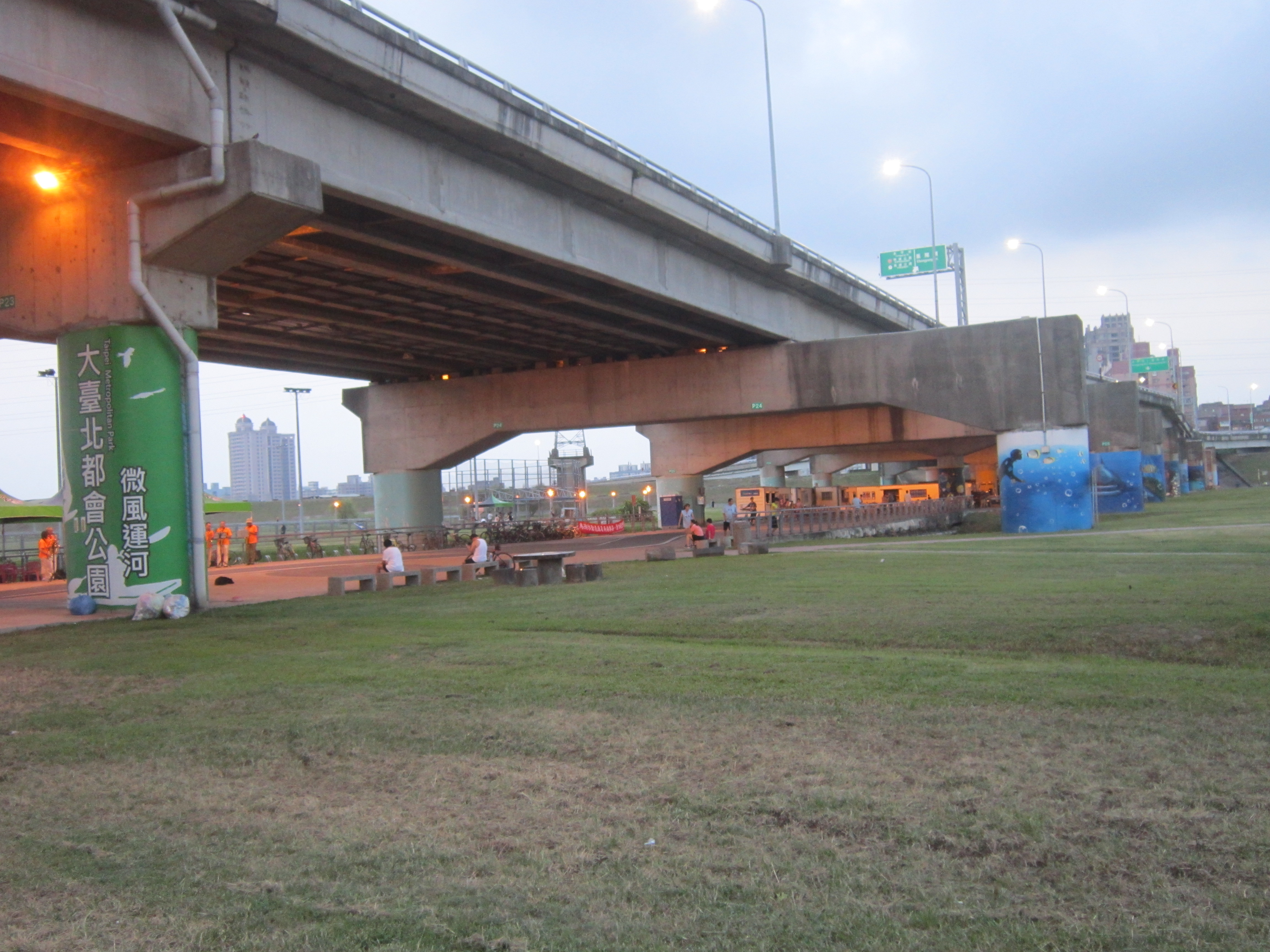
成蘆大橋及橋下的運動公園。
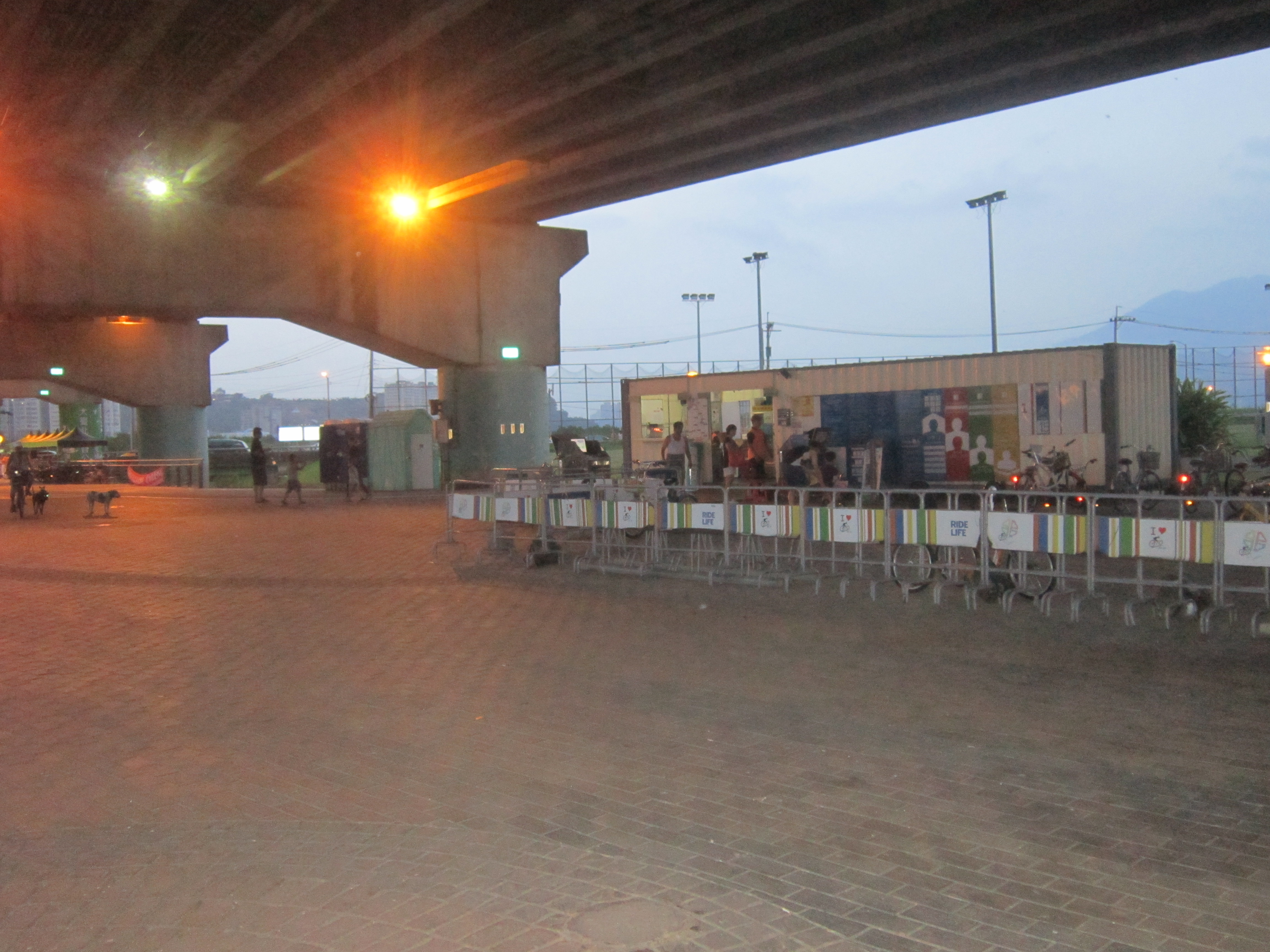
成蘆大橋下方的自行車租借站。
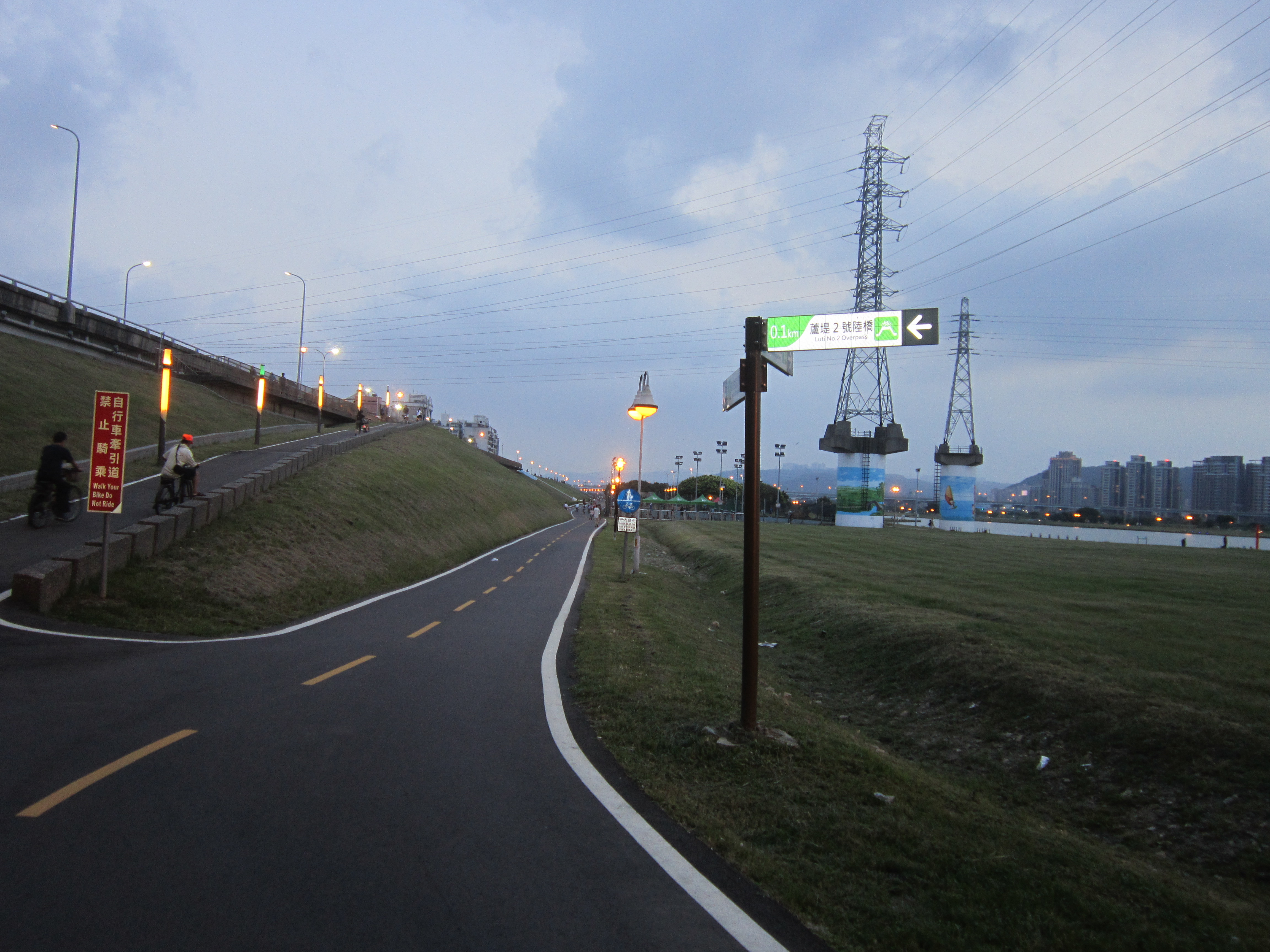
成蘆大橋旁的自行車道。
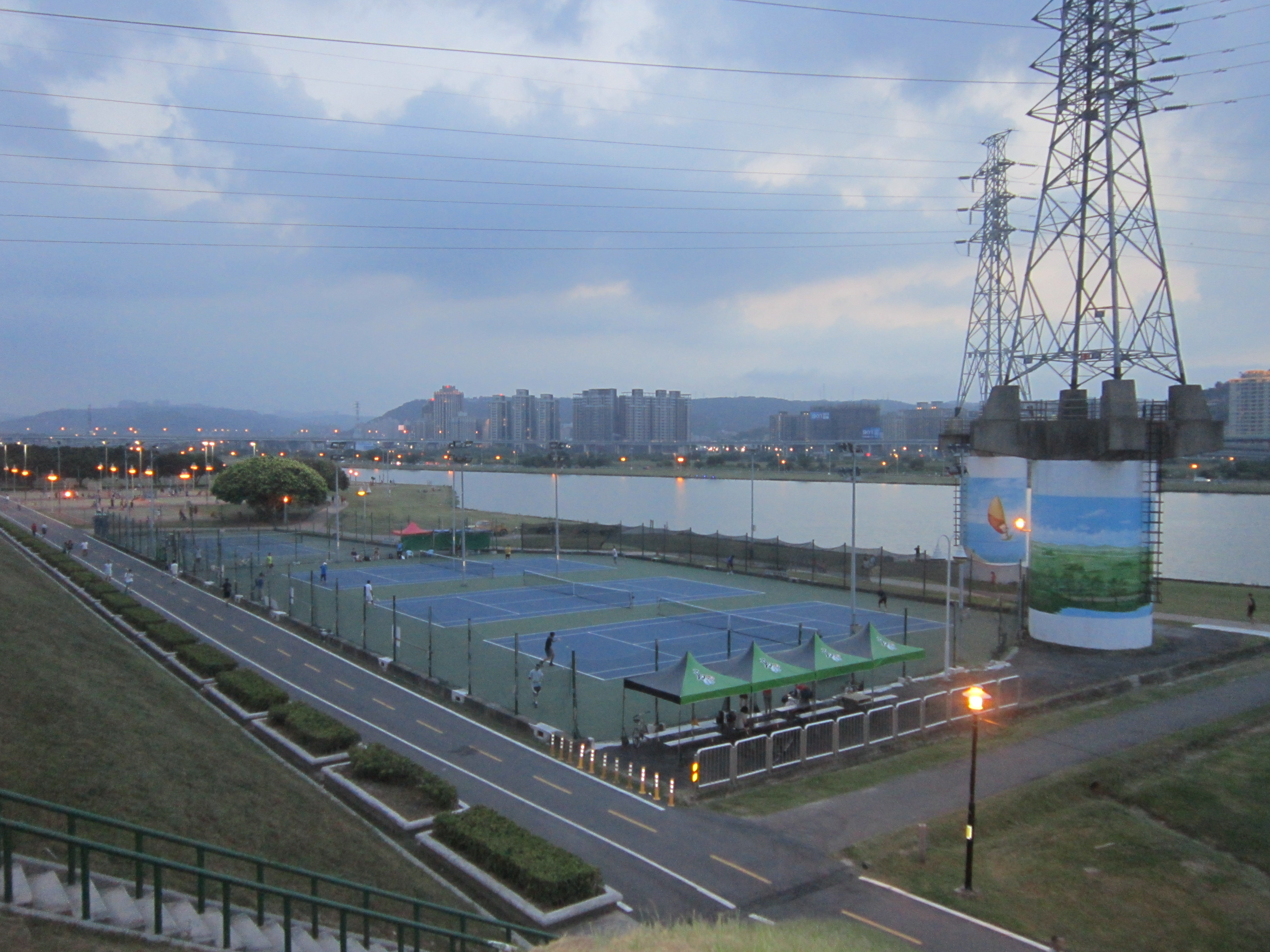
成蘆大橋旁的微風運河及河邊的運動場。
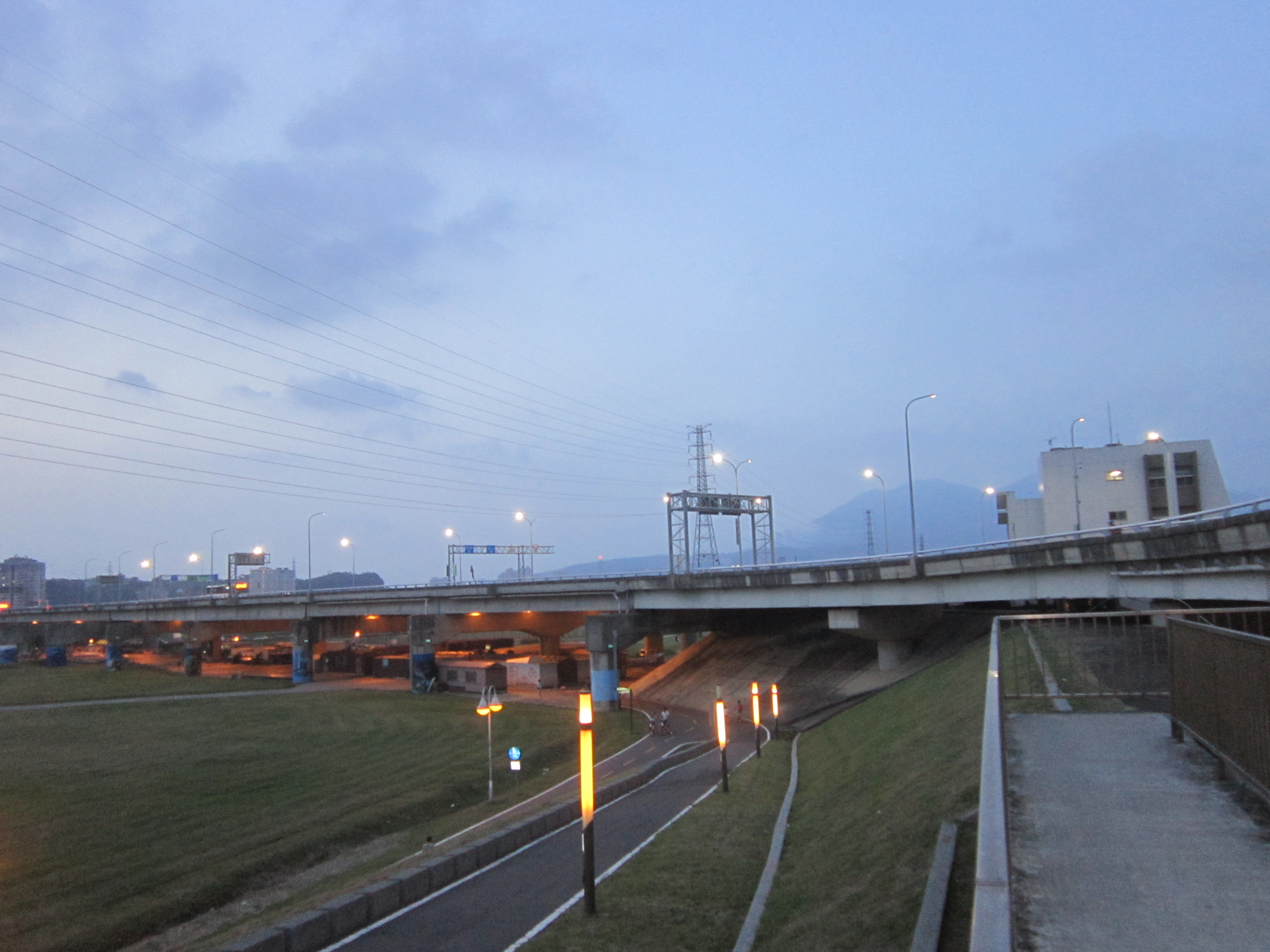
成蘆大橋匝道及自行車道。

## 註解
1. ↑  五股側連接成泰路處即為市道107號起點。[5][6]
2. ↑  由原本的寬25公分、高40公分，改為寬50公分、高80公分，並向五股側延長。[4]

## 外部連結
- Google maps上的成蘆大橋空拍圖 （页面存档备份，存于）